# 卡琳·彼得森
卡琳·彼得森（挪威語：Karin Pettersen，1964年11月21日—），挪威前女子手球运动员。她曾代表挪威国家队参加1988年和1992年夏季奥林匹克运动会手球比赛，两届比赛均获得银牌。